# Пущинская усадьба
Пущинская усадьба — памятник природы регионального (областного) значения Московской области, который включает ценные в экологическом и научном отношении природные комплексы, а также природные и природно-антропогенные объекты, нуждающиеся в особой охране для сохранения его естественного состояния: места произрастания и обитания редких видов растений и животных, занесенных в Красную книгу Московской области.
Памятник природы основан в 1985 году. Местонахождение: Московская область, городской округ Пущино, усадьба «Пущино-на-Оке», правобережный склон долины реки Оки. Площадь памятника природы составляет 9,56 га. Западная граница памятника природы проходит по руслу ручья Портомой, северная — по линии среднего меженного уровня русла реки Оки по её правому берегу, восточная — по восточной границе усадебного парка, примерно совпадающей с руслом безымянного ручья, впадающего здесь в Оку, южная — по улице Парковой города Пущино.

## Описание
Территория памятника природы располагается на правобережье реки Оки и включает участок её долины с поймами всех уровней, первой надпойменной террасой, долинно-зандровой равниной, коренными склонами, а также небольшие фрагменты придолинных междуречных поверхностей.
Памятник природы располагается на участке с неровной кровлей дочетвертичных пород, представленных комплексом отложений нижнего и среднего карбона — известняками, глинами, алевритами, доломитами и мергелями. Абсолютные высоты территории изменяются от 110 м над уровнем моря (отметка на пойме реки Оки на северной границе памятника природы) до 160 м над уровнем моря (отметка на междуречной равнине на южной границе памятника природы). Перепад высот в границах территории достигает 50 м.
Входящие в территорию памятника природы участки междуречных поверхностей представлены наклонной моренно-водно-ледниковой равниной. Поверхности равнины сложены покровными лёссовидными опесчаненными суглинками на морене и известняках карбона.
Склон долины Оки, входящий в территорию памятника природы, имеет северную экспозицию. Верхние части поверхностей коренных склонов имеют крутизну 5—8 градусов. Крутизна нижней части склона изменяется от 15 градусов до 35 градусов. Микрорельеф коренных склонов преимущественно ступенчатый.
Поверхность площадки долинного зандра располагается на высоте 32—39 м над урезом реки Оки и имеет ширину до 70 м. Уступ долинно-зандровой равнины хорошо выражен в рельефе. Крутизна склона — 25—30 градусов, местами — до 60—70 градусов.
На высоте 15—20 м над урезом воды четко выражена поверхность первой надпойменной террасы (ширина до 50 м). Поверхности площадки террасы сложены маломощными древнеаллювиальными песчано-суглинистыми отложениями. Склон террасы имеет ступенчатый профиль, крутизну 25—30 градусов, местами — до 70 градусов (стенки срыва оползней). Для поверхностей первой надпойменной террасы характерны небольшие карстовые воронки глубиной 2—3 м (реже — до 4 м), а также карстовые блюдца. Сливающиеся друг с другом карстовые блюдца образуют слепые овраги глубиной до 1 м.
Поверхность высокой поймы выражена на высотах около 7—10 м над урезом воды в реке и имеет ширину от 5 до 50 м. Уступ высокой поймы имеет крутизну 20-30 градусов и имеет вогнутый профиль. Средняя пойма высотой 2—3 м над урезом выражена фрагментарно. Местами здесь выходят на поверхность коренные породы, ступенями спускаясь и на низкую пойму. Низкая пойма Оки сформировалась на высотах до 1,5—2 м. Пойменные поверхности сложены аллювиальными песчано-супесчаными и суглинистыми отложениями.
Поверхности высокой поймы и надпойменных террас осложнены оползневыми телами, образующими хорошо выраженный ступенчатый профиль оползневого склона долины. Местами на склонах пласты известняка отделяются от основной толщи, образуя блоки и трещины отседания.
Береговые ручьи в средней и нижней частях склона долины Оки выработали рассекающие склон долины балочного типа глубиной до 3 м. Крутизна склонов их долин составляет 10—30 градусов, редко — до 45 градусов.
На территории памятника природы встречаются антропогенные формы рельефа: копаные пруды, лестницы с подпорными стенками и гротами, небольшие ямы и траншеи.
Современные рельефообразующие процессы территории представлены главным образом делювиальным смывом, оползнями и отседаниями, эрозией, аккумуляцией в руслах, карстом.
Поверхностный сток с территории памятника природы направлен в реку Оку. Гидрологические объекты территории представлены ручьем Портомой, протекающим по западной границе территории, тремя безымянными ручьями, родниками и сочениями, искусственными прудами. На склоне долины Оки, где образовалось значительное количество ручьев и сочений, можно выделить три основных уровня разгрузки грунтовых вод (первый — 155—158 м над уровнем моря, второй — 145 м над уровнем моря, третий — 135—137 м над уровнем моря). Ручей Портомой отличается наибольшей полноводностью. На нем сооружена купальня.
В северной части памятника природы расположены два копаных пруда, соединенные между собой протокой, через которую перекинут «горбатый» мостик. В настоящий момент уровень воды в прудах понизился, протока пересохла, а сами пруды заболочены. На территории имеются также три спущенных пруда.
Почвенный покров памятника природы представлен преимущественно серыми и агросерыми почвами под широколиственными массивами, карбо-петроземами в местах с близким залеганием карбонатных пород, гумусово-глеевыми почвами в местах подтока грунтовых вод, аллювиальными темногумусовыми и агротемногумусовыми аллювиальными, а также аллювиальными перегнойно-глеевыми на пойме.

### Флора и растительность
Склоны коренного берега Оки в пределах памятника природы заняты тенистыми липово-кленовыми широкотравными лесами с вязом голым. Диаметр стволов лип достигает 60—70 (80) см, старых кленов — 35—40 см. Некоторые старые вязы и дубы имеют диаметр ствола до 70—80 см. В сомкнутом пологе подроста обилен клен платановидный и черемуха обыкновенная. В травяном ярусе обильны виды дубравного широкотравья: сныть обыкновенная, хохлатка плотная и ветреница лютичная, произрастают гравилат городской, зеленчук жёлтый, будра плющевидная, яснотка крапчатая, фиалка удивительная, медуница неясная, лютик кашубский, колокольчик широколистный, овсяница гигантская.
На территории памятника природы особенно много черемухи, клёна платановидного и их подроста, сохранилась аллея из старых пирамидальных тополей. У лесных прудов, заросших тиной (зелеными водорослями) и ряской малой, растут ива белая, черемуха, жимолость лесная, лещина обыкновенная. В травяном покрове много сныти, вербейника монетчатого, или лугового чая, чесночницы черешковой, произрастают коротконожка лесная, медуница неясная, живучка ползучая, воронец колосистый. По нарушенным участкам на опушке леса вокруг усадьбы отмечены обширные заросли чистотела большого, чистеца лесного, а по окнам — крапивы двудомной, купыря лесного и пустырника волосистого. Ранее здесь отмечалось произрастание шлемника высокого, занесенного в Красную книгу Московской области.
В нижних частях склонов обильна черемуха, появляются ольха серая (диаметр стволов до 22—25 см), выражен кустарниковый ярус из лещины, жимолости лесной и малины, в травостое увеличивается доля влажнотравья — чистяка весеннего, мягковолосника водяного, пырейника собачьего, лугового чая и хвоща полевого. Обильны пролесник многолетний и колокольчик широколистный (редкий и уязвимый вид, не включенный в Красную книгу Московской области, но нуждающийся на территории области в постоянном контроле и наблюдении). По опушке леса в нижней части склона много ежевики сизой.
По ручьям, прорезающим склоны, растут увитые хмелем ива ломкая, ольха чёрная, ольха серая и черемуха. Диаметр стволов старых ив достигает иногда 100 см, в травостое обильны крапива, чистяк весенний, сныть, лютик кашубский, бодяк огородный, мягковолосник водяной, яснотка крапчатая, бутень ароматный, дягиль, или дудник лекарственный, чистец лесной, сердечник горький, пролесник многолетний, колокольчик широколистный. У воды встречается группами норичник крылатый, или теневой, занесенный в Красную книгу Московской области, а также калужница и посконник коноплевый (редкий и уязвимый вид, не включенный в Красную книгу Московской области, но нуждающийся на территории области в постоянном контроле и наблюдении). На почве много крупных листостебельных мхов рода плагиомниум.
Склоновые луга в северо-восточной части территории памятника природы представлены разнотравно-злаковыми сообществами с кострецом безостым, купырем лесным, пыреем ползучим, вейником наземным, райграсом высоким, колокольчиками широколистным и рапунцелевидным, зверобоем продырявленным, борщевиком сибирским.
Склоны высокой поймы и средняя пойма ниже опушки леса заняты высокотравными купырево-кострецовыми и бутенево-кострецовыми лугами с таволгой вязолистной, бутенем ароматным, дягилем, щавелем густым, полынью обыкновенной, лопухом большим, геранью луговой, подмаренником приручейным, кострецом безостым, колокольчиком крапиволистным (редкий и уязвимый вид, не включенный в Красную книгу Московской области, но нуждающийся на территории области в постоянном контроле и наблюдении). Местами встречаются участки с подбелом гибридным (белокопытником), синюхой голубой (редкий и уязвимый вид, не включенный в Красную книгу Московской области, но нуждающийся на территории области в постоянном контроле и наблюдении), бутенем Прескотта, пастернаком лесным, тмином, пусторебрышником Фишера. В прибрежных ивняках обилен эхиноцистис и повой заборный.
На низкой пойме растут ивы ломкие и ольха чёрная, двукисточник тростниковидный, осока острая, сусак зонтичный, зюзник высокий, дербенник иволистный, вербейник обыкновенный, местами — клубнекамыш приморский.

### Фауна
Животный мир территории памятника природы отличается относительно хорошей сохранностью и репрезентативностью для природных сообществ пригородных территорий юга Московской области. На территории памятника природы отмечено обитание 36 видов позвоночных животных, относящихся к восьми отрядам четырёх классов, в том числе 2 вида амфибий, 2 вида пресмыкающихся, 28 видов птиц и 4 вида млекопитающих.
Основу фаунистического комплекса наземных позвоночных животных территории составляют характерные виды лесных местообитаний, виды лугово-полевых местообитаний; виды водно-болотного комплекса имеют меньшую долю в видовом составе. Наименьшую долю представляют синантропные виды, тяготеющие к примыкающим застроенным участкам.
В границах памятника природы можно выделить три основных зоокомплекса (зооформации): лиственных лесов; луговых местообитаний; водно-болотных местообитаний.
Зооформация лиственных лесов, распространенная в широколиственных и мелколиственных лесах разных типов, занимает большую часть территории. Здесь представлены следующие виды позвоночных животных: травяная лягушка, обыкновенная кукушка, обыкновенный соловей, рябинник, чёрный дрозд, певчий дрозд, зарянка, зяблик, черноголовая славка, славка-завирушка, пеночка-весничка, пеночка-трещотка, зелёная пеночка, большая синица, обыкновенная лазоревка, обыкновенный поползень, большой пестрый дятел, мухоловка-пеструшка, лесная мышь.
По полянам и луговым опушкам территории памятника природы обычны: обыкновенная овсянка, серая славка, обыкновенная чечевица, черноголовый щегол, зеленушка, обыкновенный скворец, сорока. Среди млекопитающих в этих сообществах наиболее часто встречаются обыкновенная полевка и обыкновенный крот. Пресмыкающиеся представлены здесь живородящей ящерицей и обыкновенным ужом (вид занесен в Красную книгу Московской области). Численность ужа на территории памятника природы довольно высокая и стабильна на протяжении многих лет. Большинство этих змей встречено в окрестностях парковых прудов и на лугах окской поймы. Также в луговых местообитаниях зафиксированы махаон и многоцветница черно-желтая, или черно-рыжая (оба вида бабочек занесены в Красную книгу Московской области).
Долины ручьев, места выходов грунтовых вод, пруды, пойма реки Оки являются местом обитания видов водно-болотного фаунистического комплекса. Здесь многочисленны травяная и прудовая лягушки. Среди птиц и млекопитающих в этих биотопах обычны: кряква, садовая славка, американская норка, многие луговые и лесные виды.
К преобразованным территориям тяготеют: серая ворона, грач, белая трясогузка, ряд перечисленных выше луговых видов.

## Объекты особой охраны памятника природы
Охраняемые экосистемы: широколиственные склоновые липово-кленовые широкотравные леса с вязом голым, приручьевые ольшаники с черемухой влажнотравные и крапивно-влажнотравные; пойменные высокотравно-кострецовые луга и прибрежные ивняки с ольхой чёрной.
Места произрастания и обитания охраняемых в Московской области, а также иных редких и уязвимых видов животных и растений, зафиксированных в памятнике природы, перечисленных ниже.
Охраняемые в Московской области, а также иные редкие и уязвимые виды растений и их местообитания:
- виды, занесенные в Красную книгу Московской области: норичник крылатый, или теневой, шлемник высокий;
- виды, являющиеся редкими и уязвимыми таксонами, не внесенными в Красную книгу Московской области, но нуждающимися на территории области в постоянном контроле и наблюдении: колокольчики крапиволистный и широколистный, посконник коноплевый, синюха голубая.

Охраняемые в Московской области виды животных и их местообитания (виды, занесенные в Красную книгу Московской области): махаон, многоцветница черно-желтая, или черно-рыжая и обыкновенный уж.